# Occupation de Wounded Knee
Ne doit pas être confondu avec le massacre de Wounded Knee.
L'occupation de Wounded Knee est un événement politique qui débute le 27 février 1973 lorsque environ 200 Sioux oglalas armés et des militants de l'American Indian Movement (AIM) occupent la localité de Wounded Knee dans le Dakota du Sud, au cœur de la réserve indienne de Pine Ridge afin de protester contre la corruption du président du conseil tribal Dicky Wilson (en) et la brutalité de sa milice paramilitaire privée à l'encontre de la population. Ils réclament également une enquête sur la violation des traités signés avec le gouvernement fédéral.

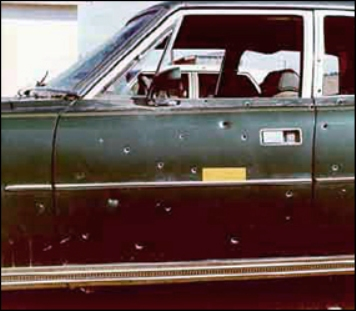
Impacts de balle criblant la voiture (modèle AMC Ambassador) de l'agent du FBI Ronald Williams après la fusillade.

En quelques heures, plus de 2 000 agents du FBI, des policiers fédéraux et des représentants du Bureau des affaires indiennes cernent la localité et organisent un blocus avec des véhicules blindés, des mitrailleuses, etc. La présence massive de médias internationaux et le caractère symbolique dans l’imaginaire américain de Wounded Knee rendent l’assaut impossible pour l’administration américaine. Le siège dure 71 jours et fait deux morts dont Franck Clearwater, un Amérindien qui se reposait dans une église. Le 8 mai, les militants se rendent, puis disparaissent pendant la nuit malgré la présence des autorités.
Cet événement est raconté dans un livre publié par les Akwesasne Notes en 1973 : Voices from Wounded Knee. Il a été mis en film dans Lakota Woman, siège à Wounded Knee (1994), adapté du livre autobiographique de Mary Crow Dog, Lakota Woman, ma vie de femme Sioux (1991).
Le 22 janvier 1998, afin de célébrer les 25 ans de l'occupation, le Conseil tribal de Pine Ridge adopte une résolution en l'honneur de Wounded Knee. Le 27 février est déclaré jour férié pour la Nation oglala. Les 27 et 28 février 1998, l'A.I.M. et le Conseil tribal de Pine Ridge célèbrent conjointement le 25e anniversaire de l'occupation de Wounded Knee.

## Occupation
Les membres d'une nouvelle organisation indienne, l'AIM, étaient entrés en contact quelques jours plus tôt au centre communal de Calico avec les représentants des Oglalas qui s'étaient exprimés pour dénoncer les pratiques du président tribal Dicky Wilson (en), accusé d'être un « homme du pouvoir blanc » dans sa gestion de la réserve indienne de Pine Ridge. Lors de cette réunion les membres de l'AIM avaient proposé cette occupation. Gladys Bissonette et Ellen Moves Camp appuient la proposition d’occupation au cours de longs débats et c’est finalement le doyen de la réunion, le chef Frank Fools Crow, qui tranche en faveur de celle-ci.
Le 11 mars, après que de nombreuses personnes ont convergé en direction de Wounded Knee, apportant avec elles des vivres en grandes quantités, les dirigeants du mouvement déclarent l’indépendance du territoire. Les Amérindiens ont alors instauré une communauté remarquable, avec des cantines communautaires, un service de santé et un hôpital, au sein du territoire assiégé. Leonard Crow Dog a organisé des Ghost Dances pour honorer la mémoire des ancêtres tués à Wounded Knee.

## Implications
Le 27 mars 1973, soit 1 mois après le début de l'occupation de Wounded Knee, se déroule la 45e cérémonie des Oscars du cinéma. Marlon Brando, qui soutient la cause de l'AIM, est lauréat de l'oscar du meilleur acteur pour son rôle dans Le Parrain. Il boycotte la cérémonie, refuse le prix, et envoie la militante amérindienne Sacheen Littlefeather le représenter. Celle-ci fait un court discours où, au nom de Marlon Brando, elle évoque la mauvaise image des Amérindiens véhiculée par les films hollywoodiens ainsi que son soutien à l'occupation de Wounded Knee. Ce discours est accueilli par un mélange d'applaudissements et de hués, et Littlefeather doit être escortée par Roger Moore pour quitter la salle, ce qui amorce une controverse médiatique.